# Ledeburite

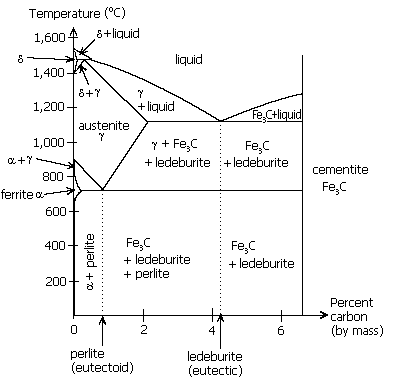
Diagramma di fase ferro-carbonio

La ledeburite è una lega di cementite e austenite. Prende nome del metallurgista Karl Heinrich Adolf Ledebur, che la scoprì nel 1882.
Deriva dalla solidificazione (a 1147 °C) di un particolare tipo di ghisa fusa, la miscela eutettica contenente il 4,3% di carbonio disciolto nel ferro.
Al di sopra di 727 °C, fino a 1148 °C, la ledeburite è una miscela di carburo di ferro e ferro gamma e viene chiamata ledeburite I. La morfologia della ledeburite I si presenta come una matrice di carburo di ferro all'interno del quale trovano posto dei globuli di ferro gamma. Sotto i 727 °C, in condizioni di equilibrio (raffreddamento lento) la microstruttura, denominata ledeburite trasformata, è formata da perlite in una matrice di Fe3C.
Rispetto a questa situazione particolare, si hanno numerose varianti a seconda dei seguenti fattori:
- presenza di carbonio in quantità maggiore o minore del 4,3%;
- velocità di raffreddamento elevata o media;
- presenza di terzi elementi oltre a ferro e carbonio.